# Індійські інститути менеджменту
Індійські інститути менеджменту або Індійські інститути управління — група з 20 навчальних закладів бізнес-освіти в Індії. Вони в першу чергу пропонують аспірантуру, докторантуру і додаткову професійну освіту. Створення ініціював перший прем'єр-міністр Індії Джавахарлал Неру на підставі рекомендації Комісії з планування.
Індійські інститути менеджменту зареєстровані як НУО у рамках індійського закону про громадські організації. Кожен інститут діє автономною і має незалежний контроль у своїй повсякденній діяльності. Однак, управління всією мережею і загальною стратегією здійснює Рада Індійських інститутів менеджменту. Раду очолює індійський міністр розвитку людських ресурсів. До неї входять голови та директори всіх інститутів і вищі чиновники індійського Міністерства розвитку людських ресурсів.
Два роки програми післядипломної освіти з менеджменту (PGP) дозволяє отримати диплом післядипломної освіти з менеджменту (PGDM). Це найбільш загальна і найкраще розроблена програма всіх інститутів групи. Ці післядипломні програм є еквівалентом поширених в інших країнах програм магістра ділового адміністрування (МВА). Деякі інститути групи пропонують однорічну аспірантуру для випускників з більш практичним ухилом. Деякі інститути пропонують докторські програми, які вважаються еквівалентним PhD. Більшість інститутів також пропонують короткострокові курси та заочні програми професійної освіти за стандартами МВА. Деякі інститути також пропонують свої унікальні програми, які можуть тривати навіть до п'яти років як інтегрована програма з менеджменту IIM Indore.

## Інститути
| Назва                                          | Фото        | Скорочена назва | Заснований  | Розташування     | Штат             | Сайт               |             |
| Перша хвиля                                    | Перша хвиля | Перша хвиля     | Перша хвиля | Перша хвиля      | Перша хвиля      | Перша хвиля        | Перша хвиля |
| ---------------------------------------------- | ----------- | --------------- | ----------- | ---------------- | ---------------- | ------------------ | ----------- |
| Indian Institute of Management Calcutta        |             | IIM-C           | 1961        | Колката          | Західний Бенгал  | iimcal.ac.in       |             |
| Indian Institute of Management Ahmedabad       |             | IIM-A           | 1961        | Ахмедабад        | Гуджарат         | iima.ac.in         |             |
| Indian Institute of Management Bangalore       |             | IIM-B           | 1973        | Бенгалуру        | Карнатака        | iimb.ac.in         |             |
| Indian Institute of Management Lucknow         |             | IIM-L           | 1984        | Лакхнау          | Уттар-Прадеш     | iiml.ac.in         |             |
| Indian Institute of Management Kozhikode       |             | IIM-K           | 1996        | Кожикоде         | Керала           | iimk.ac.in         |             |
| Indian Institute of Management Indore          |             | IIM-I           | 1996        | Індаур           | Мадх'я-Прадеш    | iimidr.ac.in       |             |
| Indian Institute of Management Shillong        |             | IIM-S           | 2007        | Шиллонг          | Меґхалая         | iimshillong.ac.in  |             |
| Друга хвиля                                    |             |                 |             |                  |                  |                    |             |
| Indian Institute of Management Rohtak          |             | IIM-R           | 2010        | Рохтак           | Хар'яна          | iimrohtak.ac.in    |             |
| Indian Institute of Management Ranchi          |             | IIM-Ranchi      | 2010        | Ранчі            | Джхаркханд       | iimranchi.ac.in    |             |
| Indian Institute of Management Raipur          |             | IIM-Raipur      | 2010        | Райпур           | Чхаттісґарх      | iimraipur.ac.in    |             |
| Indian Institute of Management Tiruchirappalli |             | IIM-T           | 2011        | Тіручирапаллі    | Тамілнад         | iimtrichy.ac.in    |             |
| Indian Institute of Management Kashipur        |             | IIM-Kashipur    | 2011        | Кашіпур          | Уттаракханд      | iimkashipur.ac.in  |             |
| Indian Institute of Management Udaipur         |             | IIM-U           | 2011        | Удайпур          | Раджастхан       | iimu.ac.in         |             |
| Третя хвиля                                    |             |                 |             |                  |                  |                    |             |
| Indian Institute of Management Nagpur          |             | IIM-N           | 2015        | Нагпур           | Махараштра       | iimnagpur.ac.in    |             |
| Indian Institute of Management Amritsar        |             | IIM Amritsar    | 2015        | Амрітсар         | Пенджаб          | iimamritsar.ac.in  |             |
| Indian Institute of Management Bodh Gaya       |             | IIM-BG          | 2015        | Бодх-Гая         | Біхар            | iimbg.ac.in        |             |
| Indian Institute of Management Sirmaur         |             | IIM Sirmaur     | 2015        | Sirmaur district | Гімачал-Прадеш   | iimsirmaur.ac.in   |             |
| Indian Institute of Management Visakhapatnam   |             | IIM-V           | 2015        | Вішакхапатнам    | Андхра-Прадеш    | iimv.ac.in         |             |
| Indian Institute of Management Sambalpur       |             | IIM Sambalpur   | 2015        | Sambalpur        | Одіша            | iimsambalpur.ac.in |             |
| Додатково                                      |             |                 |             |                  |                  |                    |             |
| Indian Institute of Management Jammu           |             | IIM Jammu       | 2016        | Джамму           | Джамму та Кашмір | iimj.ac.in         |             |

## Історія
Після того, як Індія стала незалежною в 1947 році Комісії з планування було доручено направляти та контролювати розвиток нації. Індія активно розвивалась в 1950-ті роки, наприкінці яких комісія почала стикатись з труднощами в пошуку відповідних менеджерів для великої кількості державних підприємств, які були створені в Індії. Щоб вирішити цю проблему, комісія з планування в 1959 році запросила професора Джорджа Робінса з Каліфорнійського університету у Лос-Анджелесі, щоб допомогти у створенні Всеіндійського інституту менеджменту. Виходячи з його рекомендацій, уряд Індії вирішив створити два елітних управлінських інституту, які назвали Індійські інститути менеджменту. Калькутта і Ахмедабад були обрані в якості місця для них.
Інституту в Калькутті був створений перший 13 листопада 1961 року і був названий Індійський інститут менеджменту в Калькутті. Він був створений у співпраці з МТІ Слоунівської Школи менеджменту, уряду Західного Бенгалу, фонду Форда, і Фонду індійської промисловості. Інститут в Ахмедабаді був створений наступного місяця. На його початкових етапах важливу роль грала Гарвардська школа бізнесу.
У 1972 році, ґрунтуючись на успіхах двох перших інститутів було вирішено рекомендувала створити новий в Бангалорі, ще більший за двох попередників. Спираючись на рекомендації Комітету, новий заклад призначався виключно для потреб підприємств державного сектора. Був створений у наступному році. У 1981 році вперше був скликаний Наглядовий комітет для розгляду роботи трьох існуючих інститутів і вироблення рекомендацій. Комітет зазначив, що три інститути щорічно випускали близько 400 спеціаліст, і що вони досягли свого оптимального потенціалу. Комітет запропонував відкрити ще два інститути для задоволення зростаючого попиту на фахівців з управління. Він також рекомендував розширити стипендіальні програми, схожі на PhD, щоб задовольнити зростаючий попит на викладачів у школах управління в Індії.
Станом на 2016 рік працювало 20 інститутів менеджменту, які розташовані по всій країні.
В січні 2017 року було схвалено законопроєкт, який потім став законом про Індійські інститути менеджменту, який проголошує їх Інститутами національної важливості і дозволяє їм самостійно приймати важливі зміни в своїй роботі.

## Навчання

### Післядипломна освіта
Все інститути, окрім у Бангалорі та Удайпурі, пропонують два роки очної аспірантури з програми «Менеджмент» (PGP), що еквівалентно магістр ділового адміністрування (МВА).
Ці програми, як правило, розраховані на шість триместрів (два роки, починаючи з червня і до квітня наступного року). У перший рік навчання зазвичай складаються з основних курсів в різних управлінських дисциплін, а на другому році студенти можуть вибрати курси з переліку факультативів. Програма є загального, повністю інтегрованого управління без спеціалізації. Зазвичай вона включає в себе курси в області бухгалтерського обліку, поведінкові науки, фінансів, економічні дисципліни, управління трудовими ресурсами (персоналом), управління в галузі науки та інформаційні технології, маркетинг, бізнес-операції, бізнес-математика, державна політика, статистики та аналізу рішень, стратегічній і загальний менеджмент.
Починаючи з 2006 року деякі інститути менеджменту почали пропонувати однорічні програми післядипломної освіти для фахівців, що мають 5 або більше років досвіду роботи. Ця програма виникла тому, що звичайна дворічна програма орієнтована в першу чергу на випускників або працівників з невеликим досвідом роботи. За змістом ці програми ідентичні.
Деякі інститути надають своїм програмам спеціалізацію. Так в Калькутті пропонують зробити акцент на інформаційні технології і бізнес-додатки, в Ахмедабаду і Лакнау є програми з управління в агробізнесі (програми МВА зі спеціалізацією в АПК), в Ранчі спеціалізуються в області людських ресурсів. В Калькутті також є спеціалізована програма MBA для далекоглядного лідерства у виробництві (акцент на виробничий сектор). В Ахмедабаді є шестимісячна програма Збройних Сил, спрямована на військовослужбовців.

### Докторська освіта
Індійські інститути менеджменту пропонують очну докторантуру. Ця програма спрямована на підготовку студентів до кар'єри в галузі викладання або проведення досліджень у різних дисциплінах менеджменту, а також для кар'єри за межами наукових кіл, які вимагають високого рівня аналітичних навичок. Студент, який завершує цю програму, отримує статус співробітника цього інституту (наприклад, Співробітник Індійського інституту менеджменту в Калькутті). Ці програми еквівалентні ступеню доктора філософії (PhD).

## Процес прийому
Індійські інститути менеджменту мають різні вступі процедури для різних курсів. Прийом жителів Індії на базові програми в усіх закладах цієї групи ґрунтується на загальному вступному тесті (Common Admission Test, CAT). Бали CAT часто використовуються в якості основного критерію для зарахування. Іноземці мають можливість надати підсумки GMAT замість CAT-балів. Вимоги до випробувань для докторських програм відрізняються. Деякі інститути вимагають від кандидатів продемонструвати дослідницьку ідею або виконати тест наукової придатності (Research Aptitude Test, RAT). Потім йде співбесіда. Загальні профілі кандидатів, в тому числі академічних і професійних досягнень, розглядаються для всіх програм, поряд зї стандартними тестами. Деякі програми вимагають есе та академічних і професійних рекомендацій.

### Вступний іспит
Загальний вступний тест (САТ) вважається одним з найбільш відсіваючих іспитів у світі — його успішно складає приблизно один з двохсот кандидатів. Навіть з додаванням нових інститутів у 2013 році, в Індійські інститути менеджменту зараховували лише 1.714 % від абітурієнтів — це один з найнижчих показників у світі.
Спочатку по всій Індії в певну дату проводили письмовий тест. З 2009 році САТ складається як комп'ютерний тест. З 2014 року запровадили онлайн-тест, який можна скласти протягом кількох тижнів.
На деякі курси окрім отриманих балів важливу роль грає оцінка есе та співбесіда, де якість попереднього досвіду роботи і майбутній лідерський потенціал є найважливішими критеріями відбору.

### Політика бронювання
Індійські інститути менеджменту відповідно до положень індійської конституції 15 % місць зарезервують для студентів з касти недоторканних, 7,5 % для зареєстрованих каст та племен. З 2008 року для інших відсталих класів також дали 27 % броні, після того, як Верховний суд Індії підтвердив законність відповідного державного регулювання. Положення реалізуються поетапно через брак ресурсів. Всі претенденти повинні скласти загальний вступний тест, але рівень відсікання для пільгових категорій може бути нижче, ніж загалом. Регулярні консультації, додаткові заняття і підручники для нужденних студентів є звичайним явищем, навіть надання фінансової підтримки нужденним і гідним студентам у вигляді стипендій. Але навіть пільгові категорії повинні відповідати всім базовим вимогам, тому випускні іспити здають на загальних умовах.

## Вартість
У 2004 році вартість навчання на базових програмах Індійських інститутів менеджменту становила близько 2100 доларів США на рік. 2016 року плата була майже 26000 доларів.